# Drapeau du Labrador
 (août 2024).
Si vous disposez d'ouvrages ou d'articles de référence ou si vous connaissez des sites web de qualité traitant du thème abordé ici, merci de compléter l'article en donnant les références utiles à sa vérifiabilité et en les liant à la section « Notes et références ».

Drapeau du Labrador

Le drapeau du Labrador, non officiel, est utilisé pour représenter la partie continentale de la province de Terre-Neuve-et-Labrador de façon distincte de l'île de Terre-Neuve. Il fut conçu en 1973 par Michael S. Martin. Le drapeau a eu une influence au Labrador ; ses couleurs sont reflétées dans le drapeau du Nunatsiavut, et ses branches d'épinette furent adoptées pour être utilisées sur le drapeau franco-terreneuvien.

## Histoire
Le drapeau du Labrador fut créé par le député à la Chambre d'assemblée pour le comté de Labrador South, Mike Martin, en 1974. Martin créa le drapeau pour protester contre l'indifférence de Joey Smallwood face au Labrador. Comme Martin vient de Cartwright, la ville se proclame maintenant « Lieu de naissance du drapeau du Labrador ». Le drapeau fut présenté aux conseils communautaires et aux députés labradoriens de la Chambre d'Assemblée en avril 1974.

## Description
La Fraternité du Labrador décrit le drapeau ainsi :
Ce drapeau vise à être une déclaration permanente de l'identité unique du peuple du Labrador et de leur héritage commun. La bande blanche du haut représente les neiges, l'élément qui, plus que tout autre, a coloré notre culture et dicté notre style de vie. La bande bleue du bas représente les eaux de nos rivières, de nos lacs et de nos océans. Les eaux ont été nos autoroutes, comme les neiges, et ont nourri notre poisson et notre faune. La bande verte du centre représente la terre. La terre verte et abondante est l'élément connecteur qui unit nos trois différentes cultures.
La brindille symbolique d'épinette fut choisie parce que l'épinette est la seule chose qu'ont en commun toutes les régions géographiques du Labrador. Elle a fourni nos abris, notre transport, notre énergie, et de façon indirecte, notre nourriture et nos vêtements puisque les forêts d'épinettes sont devenues l'environnement de la faune qui nous donne de la viande à manger, des peaux pour nos vêtements et pour notre commerce. C'était de l'épinette que nous avons sciée pour les planches et le  bois de nos bateaux, komatiks et maisons. Les trois branches de la brindille d'épinette représentent les trois races : l'Inuit, l'Amérindien et les colons européens. La brindille poussant d'une seule souche représente l'origine commune de tous les peuples sans égard à la race. La brindille est en deux sections, soit deux années de croissance. La section extérieure est plus longue que la section intérieure. Ceci est dû au fait que dans les bonnes années de croissance, la brindille croît plus que dans les années pauvres. Ainsi, la section intérieure et plus courte nous rappelle les époques passées, tandis que la section longue représente notre espoir pour l'avenir. Ceci est notre drapeau et un symbole de notre foi en nous-mêmes et en l'avenir, notre fierté de notre héritage et notre respect pour la terre et la dignité des peuples.